# Alorhonigfresser
Der Alorhonigfresser (Myzomela prawiradilagae) ist eine Vogelart aus der Familie der Honigfresser (Meliphagidae). Er ist auf der Insel Alor in der indonesischen Provinz Nusa Tenggara Timur endemisch. Die Art wurde erstmals im Jahr 2002 von westlichen Ornithologen gesichtet und 2019 wissenschaftlich beschrieben. Das Artepitheton ehrt die indonesiche Ornithologin Dewi Malia Prawiradilaga.

## Merkmale
Die Maß- und Merkmalsangaben beziehen sich auf den Holotypus, einem adulten Männchen, das 2015 von Frank E. Rheindt und seinen Kollegen auf Alor gesammelt wurde. Die Körperlänge beträgt 11 cm, die Flügellänge 62 mm, die Schwanzlänge 45 mm, die Schnabellänge 17 mm und Tarsenlänge 17 mm.
Der Schnabel ist grauschwarz, die Iris ist schwarz und die Beine sind dunkel grauhornfarben.
Von der Schnabelbasis geht ein dicker, tiefschwarzer Längsstreifen aus, der in einen dünnen Augenring übergeht und etwas über das Auge hinausgeht. Stirn und Scheitel sind rot bis purpurrot. Die Ohrdecken, das Kinn und die Kehlregion sind heller rot, wo eine lätzchenartige Struktur erkennbar ist. Hals, Nacken, Mantel und Rücken sind bräunlicholiv, vom Scheitel durch eine undeutliche Trennlinie getrennt. Bürzel und Oberschwanzdecken sind ebenfalls relativ hellrot. Die Alula ist weiß. Armschwingen und Handschwingen sind dunkelbraun, mit dünnen, helleren, olivgrauen Rändern. Die Oberflügeldecken sind dunkelbraun, mit helleren Rändern und einer dünnen Flügelbinde, die von hellen Spitzen an den großen Armdecken gebildet wird. Der Oberschwanz ist dunkelbraun bis dunkelgraubraun, wobei die äußeren Steuerfedern weiße Ränder und Spitzen aufweisen. Der Unterschwanz ist heller, annähernd sepiabraun. Die Brust ist rauchgrau. Der Bauch, die Unterschwanzdecken, die Schenkel und die Flanken sind cremefarben. Die Unterflügel sind heller als die Oberflügel.
Diese Art ist auf Alor durch die leuchtend purpurrote Haubeleicht zu erkennen. James Eaton und seine Kollegen nehmen an, dass die Haube des Weibchens insbesondere im hinteren Bereich eine weniger ausgeprägte Farbgebung aufweist, die lediglich durch den schwarzen Zügel akzentuiert wird. Der Mantel und die Oberbrust sind beim Weibchen mittelgrau, während die Flügel und der Schwanz dunkler gefärbt sind. Der Bürzel zeigt eine purpurne Färbung, und der Bauch ist hell.

## Verbreitung
Der Alorhonigfresser ist bisher nur von Zentral- und Ost-Alor bekannt.

## Lebensraum
Die verfügbaren Belege deuten darauf hin, dass diese Art auf montane Lebensräume beschränkt ist und stark mit Eukalyptuswäldern in höher gelegenen Regionen assoziiert wird. Das Vorkommen liegt hauptsächlich in Höhenlagen um 1000 m, im Übergang von Wäldern, die von Eucalyptus alba beziehungsweise Eucalyptus urophylla dominiert sind. Es wurden auch einige Beobachtungen bis auf etwa 900 m registriert, während die höchste dokumentierte Höhe bei etwa 1270 m liegt, wo der Holotypus gesammelt wurde. Bei Untersuchungen gab es in verschiedenen Teilen ihres potenziellen Verbreitungsgebiets in bestimmten Wäldern, wie beispielsweise in solchen auf 850 bis 1000 m Höhe oberhalb der Ortschaft Apui (Zentralalor) und in ausgedehnten Eucalyptus-alba-Wäldern auf 700 bis 1000 m, keine Nachweise.

## Lebensweise
Über das Nahrungsverhalten  gibt es nur wenige veröffentlichte Daten. 2012 berichteten Colin Trainor und seine Kollegen über Honigfresser, die heute dieser Art zugeschrieben werden, dass sie die Vögel bei der Nahrungssuche (oder beim Schlafen) in Eucalyptus urophylla, Akazien (Acacia sp), Casuarina junghuhniana und dem montanen Strauch Photina integrifolia beobachtet haben. Mohammad Irham und seine Mitarbeiter lieferten einige weitere Details zu diesen Beobachtungen und stellten fest, dass die Art meist einzeln, paarweise oder in kleinen Gruppen (bis zu fünf Individuen) anzutreffen ist, die typischerweise an Blüten, Früchten, um Blätter herum und unter der Rinde nach Insekten und Nektar im Unterholz (4 bis 12 m über dem Boden) suchen, gelegentlich aber auch viel tiefer, nur 1 m über dem Boden, Nahrung aufnehmen. Der Alorhonigfresser wird manchmal in Gesellschaft von Zitronenbrillenvögeln (Zosterops citrinellus) oder Balihonigfressern (Lichmera limbata) beobachtet.

## Lautäußerungen
Der Gesang zeichnet sich durch zwei oder drei einleitende Töne aus, gefolgt von einem Hauptabschnitt, der im Durchschnitt 11,4 Töne umfasst und eine Dauer von etwa 2 Sekunden aufweist. Diese Töne werden mit einer Frequenz von etwa 9 Noten pro Sekunde wiedergegeben. Die Frequenz der einleitenden Töne, die sich akustisch wie wick oder sip-sip anhören, steigt von 4,8 kHz auf 6,43 kHz und fällt anschließend auf 4,96 kHz ab. Diese einleitenden Töne weisen eine abweichende strukturelle Beschaffenheit auf und sind niedriger in der Frequenz im Vergleich zu gängigen Kontakttönen. Das Hauptsegment (tit'tit'tit...) besteht hingegen aus Elementen mit einer Frequenz von 7,64 kHz und einer Intervallzeit von 0,13 Sekunden zwischen den einzelnen Tönen.
Die Rufe bestehen aus einzelnen, hohen, weichen und undeutlichen Kontaktönen, die in ihrer Höhe variieren. Diese Töne, die als tssip oder vick beschrieben werden, weisen eine Dauer von etwa 0,1 Sekunden auf und beginnen bei 4,22 kHz, erhöhen sich auf 6,62 kHz und fallen anschließend auf 4,99 kHz ab. Die Intervalle zwischen den Tönen betragen 2,0 bis 2,5 Sekunden. Es sind geringe Variationen der Rufe wahrzunehmen, einschließlich gelegentlicher höherfrequenter Überlauten, die in Sonogrammen als scharfes umgekehrtes V erscheinen und als Doppelnoten im Frequenzbereich von 5,94 bis 7,37 kHz klassifiziert werden. Des Weiteren treten N-förmige Frequenzaläufe auf, die zunächst auf 6,32 kHz ansteigen, dann auf 4,66 kHz abfallen und schließlich leicht auf 5,0 kHz ansteigen.

## Status
Der Alorhonigfresser wurde 2022 in die Kategorie „gefährdet“ (vulnerable) der IUCN Red List aufgenommen. Das geschätzte Verbreitungsgebiet beträgt weniger als 5000 km² und die Besiedlungsfläche umfasst weniger als 500 km². Diese Bewertung stützt sich auf die Erkenntnis einer stark fragmentierten Verbreitungsregion, die lediglich fünf bekannte Standorte umfasst, sowie auf einen kontinuierlichen Rückgang aufgrund zunehmender Habitatdegradierungen in den Hochlandgebieten von Alor, verursacht durch das Anwachsen der menschlichen Population.
Der Alorhonigfresser ist eine Art mit beschränktem Verbreitungsgebiet, die auf einer einzelnen Insel innerhalb der Endemic Bird Area Northern Nusa Tenggara vorkommt. Obwohl er lokal relativ häufig vorkommt, ist er offenbar auf die Höhenlagen der Insel beschränkt, einschließlich eines Gebiets im Tuti Adagae Naturpark. Geografisch umfasst das Areal in Höhenlagen von 1000 m auf Alor eine Fläche von 254 km², von denen lediglich 120 km² mit Wald bedeckt sind. Nicht alle Waldflächen sind bewohnt, und die bevorzugten Eukalyptuswälder in den Hügeln nehmen wahrscheinlich eine Fläche von weniger als 50 km² ein. Diese Regionen sind zudem häufig durch Dörfer besiedelt, was zu erhöhten Störungen führt. Irham und seine Mitarbeiter erachten es jedoch als wahrscheinlich, dass die Verbreitung des Alorhonigfressers größer ist als bisher erkannt, und empfehlen zudem eine Untersuchung der benachbarten Insel Pantar, auf der bis heute keine ornithologischen Erhebungen oberhalb von 900 m durchgeführt wurden.